# Genevieve LaCaze
Genevieve LaCaze (ur. 4 sierpnia 1989 w Gold Coast) – australijska lekkoatletka specjalizująca się w biegach długich.
W 2012 reprezentowała Australię na igrzyskach olimpijskich w Londynie, odpadając w eliminacjach biegu na 3000 metrów z przeszkodami. Piąta zawodniczka igrzysk Wspólnoty Narodów w Glasgow (2014). Na eliminacjach zakończyła swój występ podczas mistrzostw świata w Pekinie (2015). W 2016 zajęła dziewiąte (w biegu na 3000 metrów z przeszkodami) oraz dwunaste (w biegu na 5000 metrów) miejsce podczas igrzysk olimpijskich w Rio de Janeiro, natomiast rok później dwunaste w biegu przez przeszkody w czempionacie globu.
Stawała na podium czempionatu NCAA.
Złota medalistka mistrzostw Australii.

## Osiągnięcia
| Rok  | Impreza                    | Miejsce        | Konkurencja                   | Pozycja     | Wynik    |
| ---- | -------------------------- | -------------- | ----------------------------- | ----------- | -------- |
| 2012 | Igrzyska olimpijskie       | Londyn         | bieg na 3000 m z przeszkodami | eliminacje  | 9:37,90  |
| 2014 | Igrzyska Wspólnoty Narodów | Glasgow        | bieg na 3000 m z przeszkodami | 5. miejsce  | 9:37,04  |
| 2015 | Mistrzostwa świata         | Pekin          | bieg na 3000 m z przeszkodami | eliminacje  | 9:39,35  |
| 2016 | Igrzyska olimpijskie       | Rio de Janeiro | bieg na 5000 m                | 12. miejsce | 15:10,35 |
| 2016 | Igrzyska olimpijskie       | Rio de Janeiro | bieg na 3000 m z przeszkodami | 9. miejsce  | 9:21,21  |
| 2017 | Mistrzostwa świata         | Londyn         | bieg na 3000 m z przeszkodami | 12. miejsce | 9:26,25  |
| 2018 | Igrzyska Wspólnoty Narodów | Gold Coast     | bieg na 3000 m z przeszkodami | 5. miejsce  | 9:42,69  |
| 2018 | Puchar interkontynentalny  | Ostrawa        | bieg na 3000 m                | –           | DNF      |
| 2019 | Mistrzostwa świata         | Doha           | bieg na 3000 m z przeszkodami | 10. miejsce | 9:23,84  |
| 2021 | Igrzyska olimpijskie       | Tokio          | bieg na 3000 m z przeszkodami | –           | DNF      |
| 2024 | Igrzyska olimpijskie       | Paryż          | maraton                       | 24. miejsce | 2:29:56  |

## Rekordy życiowe
- Bieg na 1500 metrów (stadion) – 4:09,40 (2020)
- Bieg na 1500 metrów (hala) – 4:13,19 (2017)
- Bieg na 3000 metrów – 8:49,38 (2018)
- Bieg na 5000 metrów – 15:06,67 (2016)
- Bieg na 2000 metrów z przeszkodami – 6:09,48 (2019) rekord Australii i Oceanii
- Bieg na 3000 metrów z przeszkodami – 9:14,28 (2016) rekord Australii i Oceanii